# オリックス属
オリックス属（オリックスぞく、Oryx）は、偶蹄目（鯨偶蹄目）ウシ科に含まれる属。

## 分布
アフリカ大陸、オマーン

## 形態
頸部背面の正中線に沿って短い体毛が直立し、鬣状になる。
雌雄共に直線的かサーベル状に湾曲した細長い角がある。角には15 - 30本の環状の隆起がある。吻端は体毛で覆われ皮膚が裸出（鼻鏡）しない。第3 - 4指趾の蹄（主蹄）の間には臭腺（蹄間腺）がある。
乳頭の数は4個。

## 分類
以下の分類・英名はMSW3（Grabb, 2005）を基に、和名は今泉（1988）に従う。
- Oryx beisa ベイサオリックス Beisa（ゲムズボックの亜種とする説もある[2]）
- Oryx callotis  Fridge-eared oryx（ベイサオリックスの亜種キリマンジャロベイサとされるが、独立種とする説もある）[4]
- Oryx dammah シロオリックス Scimitar horned oryx[5]
- Oryx gazella ゲムズボック Gemsbok
- Oryx leucoryx アラビアオリックス Arabian oryx[6]

## 生態
砂漠や半砂漠、サバンナなどに生息する。6-30頭からなる小規模な群れを形成して生活する。シロオリックスは雨期に1000頭に達する大規模な群れを形成することもあった。
食性は植物食で、草本、葉、果実、球根などを食べる。水があれば飲むものの、水を飲まなくても長期間生活することができる。

## 人間との関係
娯楽としての狩猟、家畜との競合などにより生息数は減少している種もいる。アラビアオリックスは1972年に野生個体は絶滅し、1980年から飼育下繁殖個体を野生に戻す試みが進められている。シロオリックスは1988年以降は生息報告例がなく野生個体は絶滅したとされ、1997 - 1998年の調査でも生息する証拠が発見されていない。